# Ugo Pierleoni (cardinal, 1164)
Ugo Pierleoni (né à Rome, alors dans les États pontificaux et mort le 30 avril 1167) est un cardinal du XIIe siècle.

## Biographie
Ugo Pierleoni est le neveu de l'antipape Anaclet II et l'oncle du cardinal Ugo Pierleoni, chanoine régulier de Saint-Victor (1171). Il est aussi membre des chanoines réguliers de Saint-Victor. 
Il est nommé évêque de Plaisance en 1155. L'évêque Pierleoni reste toujours loyal vis-à-vis du pape Alexandre III pendant le schisme de 1159 et après l'élection de l'antipape Victor IV.
Le pape Alexandre III le crée cardinal lors du consistoire de  1164. 